# Políticas antifamilia
Las políticas antifamilia son un conjunto de acciones, discursos y tendencias políticas que promueven la desvinculación del modelo familiar tradicional o cuestionan su relevancia como institución central de la sociedad. Estas políticas suelen surgir en contextos donde se critica al patriarcado, se promueve el individualismo y se busca crear modelos alternativos de convivencia. Se han convertido en un foco de debate en muchas partes del mundo, incluyendo Europa, América del Norte y otros países con tradiciones familiares arraigadas. Este movimiento es particularmente visible en ciertos sectores progresistas y feministas que desafían la estructura de la familia tal y como ha sido entendida históricamente, considerando que perpetúa desigualdades y limita la autonomía individual.

## Definición y motivaciones
Las políticas antifamilia abarcan diversas acciones y discursos que buscan desafiar el modelo familiar tradicional. Estas políticas suelen justificarse argumentando que la familia es una estructura que perpetúa las desigualdades de género, promueve el patriarcado y limita el desarrollo personal, especialmente para mujeres y minorías. Defensores de estas políticas sugieren que es necesario explorar otros modelos de convivencia que se basen en el apoyo mutuo y la solidaridad entre individuos sin lazos genéticos, cuestionando así la centralidad de la familia biológica.

## Crítica al modelo familiar tradicional
Una de las principales críticas hacia el modelo familiar tradicional proviene del discurso feminista radical y de ciertos sectores del progresismo. La familia, en estos contextos, es vista como una estructura patriarcal que perpetúa desigualdades de género y roles predeterminados. En palabras de la antropóloga Nuria Alabao, una de las defensoras de la abolición de la familia, "uno de los principales problemas de las mujeres a la hora de tener hijos son los hombres", debido a que, según ella, éstos "no se comprometen" o "no están dispuestos a asumir la carga que implica la paternidad". Alabao señala la necesidad de "formas de reciprocidad no meditadas por la genética", mencionando modelos alternativos como los "apaños" que realizan algunas inmigrantes para sobrevivir sin el apoyo de su familia biológica.
El libro Abolir la familia: un manifiesto por los cuidados y la liberación de Sophie Lewis también aborda esta crítica, defendiendo la idea de que la familia puede ser un espacio de dolor, abuso y opresión. Lewis sugiere que para alcanzar la verdadera libertad y una sociedad más equitativa, es necesario "pensar más allá de la familia" y explorar otras formas de organización social basadas en el cuidado mutuo.

## Perspectiva histórica y filosófica
La idea de cuestionar o abolir la familia no es nueva. Desde el siglo XIX, el socialismo utópico y el pensamiento comunista han planteado críticas a la institución familiar como elemento de reproducción de las desigualdades de clase. La bolchevique rusa Alexandra Kollontai, así como feministas radicales de la década de 1960, como Shulamith Firestone, promovieron la necesidad de superar la familia tradicional en favor de estructuras más igualitarias.
El movimiento LGBTQ+ también ha tenido un papel relevante en la crítica al modelo familiar tradicional. Durante décadas, personas homosexuales fueron excluidas de los derechos relacionados con la familia, lo que llevó a muchos activistas a cuestionar la centralidad de la familia biológica y a promover formas alternativas de parentesco y comunidades elegidas. Estos movimientos han abogado por el reconocimiento de familias no convencionales y por la despatologización de relaciones que no se ajustan al modelo heterosexual y monógamo.

## Críticas desde la derecha política y organizaciones religiosas
Los partidos de derecha en diversos países han acusado a ciertos gobiernos y movimientos sociales de promover políticas contrarias a la familia. Estas formaciones políticas argumentan que estas acciones están llevando a una crisis de valores y contribuyen a la soledad no deseada que afecta a muchas personas mayores.
Desde la perspectiva religiosa, la Federación de Asociaciones Familiares Católicas de Europa (FAFCE) también ha manifestado su preocupación por la influencia de los llamados "lobbies antifamilia" en las instituciones europeas. Vincenzo Bassi, presidente de FAFCE, afirma que estos lobbies promueven el "relativismo y la división de la familia", y defienden una visión individualista que desvirtúa el papel de la familia como célula fundamental de la sociedad.

## Crisis demográfica y políticas sociales
La situación de la familia en varios países se ha visto afectada también por crisis económicas y la falta de apoyo institucional a la familia y la maternidad. Según informes de institutos nacionales de estadística, en algunos países se ha experimentado una grave crisis demográfica, con más muertes que nacimientos en los últimos años. Esta crisis, según algunos analistas, no solo tiene causas económicas, sino también culturales, relacionadas con el desprestigio del modelo familiar y el auge de un individualismo consumista.
El profesor de Política Social Sergio Fernández Riquelme señala que "el invierno demográfico no se debe exclusivamente a cuestiones socioeconómicas" y que "las comunidades que sitúan a la familia como valor fundamental presentan cifras sostenidas de estabilidad demográfica". La falta de apoyo estatal a la conciliación familiar y laboral también ha sido identificada como un factor clave en el declive de la natalidad y el aumento de hogares unipersonales.

## Conclusiones
Las políticas y discursos antifamilia han generado un amplio debate en diversos países, polarizando a la sociedad entre quienes defienden la necesidad de explorar modelos alternativos de convivencia más acordes con los valores de igualdad y quienes consideran que estas políticas están contribuyendo a una crisis demográfica y a la desintegración del tejido social. Mientras algunos sectores buscan disolver la familia como institución tradicional, otros la defienden como el último refugio de solidaridad y apoyo en un contexto de crisis económica y cultural.